# StarSuite
StarSuite（スター・スイート）は、サン・マイクロシステムズのオフィススイートの名称である。
アジア以外においては、StarOffice（スター・オフィス）という名称で販売されていた。これは、日本でコンピュータプログラムおよびソフトウェアを扱う第9類において、「StarOffice」が日本電気の商標として既に登録（第4005625号）されていたため、StarSuiteという名称で販売されていた。
オラクルのサン・マイクロシステムズ買収により、Oracle Open Office （オラクル・オープン・オフィス）へ名称が変更された後、販売終了が発表され、日本国内においても販売が終了している。

## 概要
もともとはドイツのスター・ディビジョンが開発・販売していたが、同社はサン・マイクロシステムズによって買収されたことにより、当時のバージョン、StarOffice 5.2 が無償で公開された。
その後、ソースコードを公開し、OpenOffice.org（オープン・オフィス・オルグ）プロジェクトを立ち上げ、オープンソースによる開発を開始した。また、StarOffice は有償販売を再開し、OpenOffice.org の成果をもとに独自ビルドを作成し、フォントやテンプレートのほか、データベースなどのアプリケーションを付加したものだった。
2007年8月からは、グーグルがGoogle パックの一つとして、StarSuite 8 の無償配布を行っていた。
2008年11月に StarSuite 9 が登場すると、グーグルによる配布が終了し、Googleアップデータのインストール済みソフトウェアのリストからも自動的に削除されたが、StarSuite 8 のヘルプメニューの更新確認で、「StarSuite 8 は最新」とだけ表示され続けた。
StarSuite 8からOpenOffice.org 3（最新版）に、ユーザー設定を引き継ぐことができる。
オラクルによるサン・マイクロシステムズ買収後、Oracle Open Office へ名称が変更された。その後の2011年4月15日に、販売の打ち切りが発表された。
日本国内ではソースネクストとジャングルが OpenOffice.org の最新版より古い StarSuite 9 の販売を継続していたが、2011年の終わり頃をもってそれぞれの会社が販売を終了した。

## 構成
ワープロソフトの Writer（ライター）、表計算ソフトの Calc（カルク）、プレゼンテーションソフトの Impress（インプレス）、描画ソフトの Draw（ドロー）、データベースの Base（ベース）などである。マクロ言語として StarSuite BASIC を内蔵している。また、PDFの作成機能もある。